# Sing, Sing, Sing
《唱，唱，唱》（英語：Sing, Sing, Sing），1936年由路易斯·普利瑪作曲發表的搖擺樂，是他個人的代表作，也是搖擺樂的代表歌曲之一。

## 流行文化
班尼·古德曼曾在電影荷里活酒店中演奏此曲。